# Kōji Moriyama
Kōji Moriyama (Japans: 森山浩二, Moriyama Kōji, 1946) is een Japanse pop- en jazzzanger. Hij speelt tevens conga.
Moriyama nam in de jaren 60 enkele popsongs op, zoals 僕のマシュマロちゃん (Engels: Marshmallow, 1964). Onder eigen naam kwam hij in de jaren 70 met de albums Night and Day (Three Blind Mice, 1976) en Smile (TBM 1977), waarop hij begeleid werd door het trio van Tsuyoshi Yamamoto Trio (met Nobuyoshi Ino en Tetsujiro Obara). In juni 1979 nam hij de live-plaat Live at Misty (een jazzclub in Tokio), met Kenji Kosei, Masayuki Takayanagi, Yasuhito Mori en Takeshi Watanabe. Zijn repertoire bestond grotendeels uit populaire pop- en jazzstandards zoals "All of Me“, "Days of Wine and Roses“, "Our Love Is Here to Stay“, "'S Wonderful“ en "There'll Never Be Another You“.